# Milton Nascimento
Milton Nascimento, all'anagrafe Milton Silva Campos do Nascimento (Rio de Janeiro, 26 ottobre 1942), è un cantante, compositore e chitarrista brasiliano.
Il suo talento musicale è ampio e comprende la musica popolare brasiliana, il samba, il pop, il rock, e la fusione delle tradizioni musicali con la musica internazionale.

## Biografia
Nato a Rio de Janeiro, figlio naturale di Maria do Carmos do Nascimento, Milton viene adottato da Lília Silva Campos, una maestra di musica, dopo che la madre muore di tubercolosi. Quando era ancora molto piccolo, la sua famiglia adottiva si trasferisce a Três Pontas, un comune medio nello stato di Minas Gerais.
A 19 anni, si trasferisce a Belo Horizonte dove inizia a cantare. Nel 1966, la cantante Elis Regina registra una delle sue canzoni Canção do Sal . Regina lo aveva sentito anche cantare in un popolare show televisivo. Dopo partecipano insieme al successivo Festival Internacional da Canção in Brasile. Questi due episodi aprono a Milton Nascimento la strada verso il successo.
Nel 1972 collabora con compositori come Lô Borges, Fernando Brant, Ronaldo Bastos ed altri amici, registrando insieme Clube da Esquina , un doppio disco da cui sono stati tratti tre singoli di grande successo: Tudo Que Você Podia Ser , Clube da Esquina n. 2, Cais  e Cravo e Canela . I brani sono registrati al momento e sono diventati per i brasiliani pietre miliari. Nel 1967 a Codil, Milton fonda una propria etichetta discografica indipendente, con la quale scrive e registra 28 album.

Milton Nascimento, 1969.

È famoso per il suo falsetto e la gamma tonale, ed è particolarmente riconosciuto per le canzoni: Maria Maria, Canção da América , Travessia , Nos Bailes da Vida e Coração de Estudante . Il testo di quest'ultima commemora i funerali dello studente Edson Luís, ancora adolescente, ucciso da agenti di polizia, durante la dittatura militare fascista, il 28 marzo 1968. La canzone è diventata l'inno per la Diretas Já, movimento sociopolitico delle campagne nel 1984. Il brano venne eseguito anche alla fine del funerale del presidente del Brasile Tancredo Neves e durante le esequie di Ayrton Senna.
Il suo talento è pienamente riconosciuto, in Brasile, con la sua opera Clube da Esquina; con il Disco Native Dancer in collaborazione col sassofonista Wayne Shorter, Milton viene riconosciuto anche come cantante jazz e international pop. Lungo la sua carriera collabora con artisti del calibro di Pat Metheny, Paul Simon, Cat Stevens, George Duke e Quincy Jones. Nel 1993 collabora con i Duran Duran alla creazione del brano Breath After Breath, mentre nel 1994 produce Angelus, con le collaborazioni di Pat Metheny, Ron Carter, Herbie Hancock, Jack DeJohnette, Nana Vasconcelos, Jon Anderson, James Taylor.
Tra i principali riconoscimenti vi sono le candidature per il Grammy Award, con i dischi O Planeta Blue Na Estrada Do Sol 1992 e Angelus, 1995. Ha vinto il sondaggio nel 1992 di Down Beat International Critics e il 1991 di Down Beat Readers. Nel 2000 ha vinto un Grammy come Best Contemporary Pop Album per il suo disco Crooner, del 1999.
Nascimento ha completato anche diversi tour negli Stati Uniti, in Europa ed in Giappone.
In Italia ha collaborato con la cantante Mara, insieme alla quale ha inciso nuove versioni delle sue canzoni di successo Maria Maria e Nos Bailes da Vida.
Nascimento ha preso parte ad alcuni film, tra cui Fitzcarraldo.
Nel 2024 ha inciso con la cantante statunitense Esperanza Spalding l'album Milton + Esperanza.
Nel 2025, la scuola di samba Portela di Rio de Janeiro chiude la terza notte di sfilate del Gruppo Speciale a Sapucaí con un omaggio a Milton Nascimento, che partecipa alla sfilata seduto su un trono dorato sull’ultimo carro circondato da altri artisti brasiliani.

## Vita privata
Il cantante è stato sposato da giovane con una studentessa, ma i due si sono separati dopo appena un mese e in seguito il matrimonio è stato annullato. Negli anni 90 gli è stata diagnosticata una grave forma di diabete mellito di tipo 2.

## Curiosità
- Milton Nascimento era amico di River Phoenix, che incontrò per la prima volta nel 1988 durante un tour negli USA: quello stesso anno omaggiò l'attore statunitense in una canzone, River Phoenix (Carta a um Jovem Ator), ascoltabile nell'album Miltons [13] .

## Discografia
Album in studio
- 1967 – Milton Nascimento (a.k.a. Travessia)
- 1969 – Courage
- 1969 – Milton Nascimento
- 1970 – Milton
- 1972 – Clube da Esquina (con Lô Borges)
- 1973 – Milagre dos Peixes
- 1974 – Native Dancer (con Wayne Shorter)
- 1975 – Minas
- 1976 – Geraes
- 1976 – Milton (Raça) (con W. Shorter ed Herbie Hancock)
- 1978 – Clube da Esquina 2 (con Lô Borges)
- 1978 – Travessia (ripubblicazione dell'album del 1967)
- 1979 – Journey to Dawn
- 1980 – Sentinela
- 1981 – Caçador de Mim
- 1982 – Anima
- 1982 – Ponta de Areia
- 1982 – Missa dos Quilombos (con Pedro Casaldáliga e Pedro Tierra)
- 1983 – Ao Vivo
- 1985 – Encontros e Despedidas
- 1986 – A Barca dos Amantes album live (con W. Shorter)
- 1987 – Yauaretê (con W. Shorter e H. Hancock)
- 1989 – Miltons (con Herbie Hancock)

- 1990 – Canção da America
- 1990 – Txai
- 1992 – Noticias do Brasil
- 1993 – Três Pontas
- 1993 – Angelus (con W. Shorter, H. Hancock e Jon Anderson)
- 1994 – O Planeta Blue na Estrada do Sol
- 1996 – Amigo
- 1997 – Nascimento
- 1998 – Tambores de Minas
- 1999 – Crooner
- 2000 – Nos Bailes da Vida
- 2001 – Gil & Milton (con Gilberto Gil)
- 2003 – Pietá
- 2003 – Music for Sunday Lovers
- 2005 – O Coronel e o Lobisomem
- 2007 – Milagre dos Peixes: Ao Vivo
- 2008 – Novas Bossas
- 2008 – Belmondo & Milton Nascimento
- 2010 – ...E a Gente Sonhando
- 2010 – Under Tokyo Skies (con Herbie Hancock)
- 2011 – Nada Será Como Antes: O Musical
- 2013 – Uma Travessia: 50 Anos de Carreira (Ao Vivo)
- 2015 – Tamarear (con Dudu Lima Trio)
- 2024 - 2024: Milton + esperanza

Raccolte
- 2000 – Oratório
- 2004 – Maria Maria / Ultimo Trem